# Місцеві вибори
У багатьох частинах світу проводяться місцеві вибори для вибору посадових осіб місцевого самоврядування, таких, як мер та радник. Вибори на посади у місті чи містечку часто називають «муніципальними виборами». Їх форма та правила проведення сильно різняться в різних юрисдикціях.

## Місцеві вибори в різних регіонах

### Європа
Прийнята Конгресом місцевих та регіональних влад Європи, Європейська хартія місцевого самоврядування має на меті встановлення основних європейських правил для захисту прав місцевих органів влади. Хартія зобов'язує сторони застосовувати основні правила, що гарантують політичну, адміністративну та фінансову незалежність місцевих органів влади. Конгрес проводить два основні заходи щодо оцінки виконання Хартії: моніторинг місцевих та регіональних виборів та спостереження за ними. Конгрес регулярно спостерігає за місцевими та/або регіональними виборами в країнах-членах та заявниках, що дозволяє Раді контролювати стан місцевої та регіональної демократії у відповідних країнах. Що стосується моніторингової місії, Конгрес готує моніторингові звіти.

#### Україна
Відповідно до Конституції України, чергові вибори до Верховної Ради Автономної Республіки Крим відбуваються в останню неділю жовтня п'ятого року повноважень Верховної Ради Автономної Республіки Крим, обраної на чергових виборах (стаття 136). Чергові вибори сільських, селищних, міських, районних, обласних рад, сільських, селищних, міських голів відбуваються в останню неділю жовтня п'ятого року повноважень відповідної ради чи відповідного голови, обраних на чергових виборах (стаття 141).

### Близький Схід
У Саудівській Аравії та Кувейті дозволити місцеві вибори виявилися значно легшим для влади, ніж загальнодержавні, які впливають на національний чи федеральний уряд.
У більш зрілих розвинених країнах завжди намагаються отримати більше інформації про кандидатів та варіанти людей, а також звести до мінімуму вплив більших національних органів, таких як політична партія, оскільки її ідеологічна програма не є типовою для будь-якого населеного пункту.